# Battlefield 2042
Battlefield 2042 (tên ban đầu: Battlefield 6, tạm dịch là Chiến trường rực lửa 2042) là một trò chơi điện tử online bắn súng góc nhìn thứ nhất và là phần thứ 17 nằm trong phần series game Battlefield, game được phát triển bởi DICE, Ripple Effect Studio, Criteron và phát hành bởi Electronic Art. Vào năm 2021, Battlefield 2042 hứa hẹn sẽ là "bước ngoặt lớn" cho cả series, vốn không có sự thay đổi đáng kể nào suốt 3 năm trước đó (chính xác là từ thời điểm Battlefield V ra mắt bản mở rộng cuối cùng).
Battlefield 2042 ra mắt vào tháng 11 năm 2021 trên nền tảng máy tính PC, Xbox Series X và PS5, phần game nhận lời phê bình trái chiều và bị chỉ trích tiêu cực đáng kể từ cộng đồng người chơi.

## Sản xuất
- Các tin đồn về Battlefield 6 (tên gọi ban đầu của Battlefield 2042) đã bắt đầu xuất hiện trên các diễn đàn về trò chơi điện tử từ cuối năm 2020, khi những người "nằm vùng" gợi ý rằng phần mới sẽ quay trở lại bối cảnh hiện đại. Các tin đồn về nó đã kết thúc kể từ đấy. Sau đó, những tin đồn này bất ngờ nóng trở lại vào đầu năm 2021, khi Tom Henderson - người "nằm vùng" đáng tin cậy trong làng game toàn cầu, cho biết Electronic Arts dự định phát hành Battlefield 6 trên cả hai thế hệ console hiện tại cũng như PC vào cuối năm đó.[1]
- Tháng 5/2021, hai tấm ảnh được cho là của Battlefield 6 đã bất ngờ bị rò rỉ trên Twitter, làm cho cộng đồng game thủ củng cố niềm tin rằng trò chơi này sẽ lấy bối cảnh Thế chiến 3 trong tương lai. Cả hai tấm ảnh đều cho thấy những bối cảnh hiện đại, mang đậm màu sắc tương lai gần, với sự góp mặt của droid, tên lửa,...[2] và cả môi trường chiến đấu bị ảnh hưởng bởi thiên tai. Sau đó, Tom Henderson đã xác nhận rằng hai bức ảnh đó đúng là của Battlefield 6. Trước đó một tháng, anh còn tuyên bố: "Trong #BATTLEFIELD, những vụ nổ không phải là yếu tố duy nhất có thể phá huỷ và san phẳng các toà nhà cao tầng. Mà cơn giận dữ của mẹ thiên nhiên còn đáng sợ hơn gấp trăm lần.".[3]
- Ngày 9/6/2021, đoạn phim giới thiệu đầu tiên của trò chơi này ra mắt trên YouTube, hé lộ những vũ khí, phương tiện sẽ xuất hiện trong trò chơi. Tại đây, Electronic Arts đã đặt tên chính thức cho trò chơi này là Battlefield 2042. Nó đã phá vỡ mọi tin đồn đã tồn tại suốt 6 tháng trước đó. Đoạn trailer đầu tiên của Battlefield 2042 còn khiến người xem phấn khích vì độ "điên khùng" của trò chơi. Chẳng hạn, người chơi sẽ chiến đấu trong bối cảnh bị cả một... cơn lốc giận dữ càn quét ngay sát bên. Đó cũng là cảm nhận chung của các game thủ ở thời điểm ấy.[4]

## Những điểm mới
- Người chơi ở các PC và những bản console như Xbox Series X/S và PS5 sẽ được tham gia đấu trường lên tới 128 người.
- Thêm nhân vật đặc công (tiếng Anh: Specialist). Mỗi một đặc công đều trưởng thành từ một bối cảnh khác nhau, sở hữu một công cụ độc đáo chỉ họ mới có và sử dụng được tất cả các loại súng.
- Bản đồ cập nhật thêm sẽ hoàn toàn miễn phí
- Không có chế độ Battle royale, tức là cho nhiều người chơi chiến đấu trong "vùng an toàn" bị thu hẹp dần lại, để tìm ra người chiến thắng cuối cùng. Tuy nhiên, Battlefield 2042 sẽ có chế độ chơi bí ẩn chưa được hé lộ
- Không có chơi đơn (theo một cốt truyện nào đó).